# Eric Stuurman
Eric Stuurman (* 21. Januar 1965 in Oosterhout) ist ein ehemaliger niederländischer Rollstuhltennisspieler.

## Karriere
Eric Stuurman begann im Alter von 24 Jahren mit dem Rollstuhltennis und startete in der Klasse der Paraplegiker.
Er nahm an vier Paralympischen Spielen teil. 1996 schied er bei seinem Debüt in Atlanta im Einzel im Achtelfinale aus, in der Doppelkonkurrenz erreichte er das Halbfinale. Mit Ricky Molier gewann er das anschließende Spiel um Bronze gegen Abde Naili und Laurent Giammartini. Bei den Spielen 2000 trat er nur im Einzel an, wo er erneut im Achtelfinale ausschied. Auch 2004 erreichte er das Achtelfinale der Einzelkonkurrenz. Im Doppel erreichte er mit Robin Ammerlaan das Halbfinale, wo sie gegen Michaël Jeremiasz und Lahcen Majdi unterlagen. Auch das Spiel um Bronze gegen Anthony Bonaccurso und David Hall verloren sie. Bei seinen letzten Spielen 2008 in Peking erreichte er im Doppel das Viertelfinale und im Einzel die zweite Runde.
Beim Wheelchair Tennis Masters erreichte Eric Stuurman im Jahr 2000 bei der ersten Austragung der Doppelkonkurrenz deren Finale. Er und Robin Ammerlaan unterlagen in zwei Sätzen gegen Ricky Molier und Stephen Welch.
In der Weltrangliste erreichte er seine besten Platzierungen im Einzel mit Rang neun am 29. September 2003 und im Doppel mit Rang sechs am 6. September 1994.
Nach einer langen Pause ab 2008 kehrte er 2014 für wenige Matches noch einmal zurück, bevor er seine Karriere beendete.